# Servul
Svatý Servul († 590) byl italským dobrodincem, žebrákem, jehož existenci dokládá jeho současník, jeden z největších papežů prvních století svatý Řehoř I. Veliký.

## Život
Zmínky o životě svatého Servula se dochovaly v přepisu jednoho z kázání z chrámu sv. Petra papeže Řehoře Velikého (dílo: Homilie sv. Řehoře I.), a také v jeho díle Dialogy. Servul byl od narození ochrnutý následkem obrny. Pečovala o něj matka a bratr. Následkem postižení nemohl pracovat, proto žebral v předsíni římského kostela sv. Klimenta. Veškeré finanční prostředky, které vyžebral dělil na tři díly: první pro sebe, druhý vyhradil pro ty, kteří na tom byli hůř než on a třetí určil na nákup knih - navzdory tomu, že byl negramotným. Svatý Řehoř o něm píše takto:
| „ | Koupil si Písmo svaté, a když k němu přišel nějaký kněz, poprosil ho, aby mu z něj předčítal. | “ |

Tímto způsobem se naučil texty nazpaměť a žádný z negramotných lidí neznal Písmo tak jako Servul.
Proslul také jako dobrodinec. Pomáhal poutníkům, poskytoval jim pohostinství, stejně jako lidem bez domova. Žil tak v nepřetržité společnosti lidí. Papež Řehoř Veliký vypráví, že když Servul cítíl blížící se smrt, požádal své přátele a všechny, jimž poskytoval nocleh, aby s ním zpívali žalmy. Spolu s nimi zpíval ještě slabým hlasem církevní hymny, zatímco někdo recitoval modlitby. Během toho však náhle všem přítomným pokynul, aby byli tiše se slovy, že slyší znít zpěv z nebe. V okamžiku ticha, které nastalo, skonal. Přesně v tento moment pokoj zaplavila silná vůně. Papež zároveň dosvědčil existenci také jeho žijícího bratra, který potvrdil, že Servulovo mrtvé tělo provázela ona příjemná vůně až do jeho pohřbení.

## Odkaz v umění
Život sv. Servula zachycuje jedna z fresek v bazilice svatého Klimenta v Lateráně.Dále je možné jeho podobu nalézt na mozaice pocházející ze 13. století v gotické pětilodní katedrále San Giusto v Terstu. 